# Загальне виборче право
Загальне виборче право — принцип виборчого права, який визначає право особи (у більшості держав — громадян) обирати і бути обраним на виборах до представницьких органів або на виборні посади. Громадянство є однією з ключових вимог для набуття та реалізації загального виборчого права. Цей принцип стосується громадян країни незалежно від статі, раси, національності, мови, походження, майнового і посадового становища, місця проживання, ставлення до релігії, переконань, які досягли повноліття.
Право бути обраним (пасивне виборче право) в Україні має свої особливості залежно від виду виборів. Відповідно до ст. 76 Конституції та ст. З Закону «Про вибори народних депутатів України» народним депутатом може бути обраний громадянин України, який на день виборів досяг 21 року, має право голосу і проживає в Україні протягом останніх 5 років.
Першою державою , прийнявшою загальне виборче право в сучасній історії став штат Нью-Джерсі  в 1790 р.